# Tegal Harum
Tegal Harum is een bestuurslaag in het regentschap Denpasar van de provincie Bali, Indonesië. Tegal Harum telt 13.305 inwoners (volkstelling 2010).